# 한지유 (모델)
한지유는 대한민국의 모델이다.

## 출연

### 텔레비전 프로그램
- 인앤아웃 시즌1
- 인앤아웃 시즌2
- 인앤아웃 시즌3
- 인앤아웃 시즌4